# Rang-du-Fliers
Rang-du-Fliers és un municipi francès situat al departament del Pas de Calais i a la regió dels Alts de França. L'any 2007 tenia 4.022 habitants.

## Demografia

### Població
El 2007 la població de fet de Rang-du-Fliers era de 4.022 persones. Hi havia 1.515 famílies de les quals 353 eren unipersonals (83 homes vivint sols i 270 dones vivint soles), 520 parelles sense fills, 559 parelles amb fills i 83 famílies monoparentals amb fills.
La població ha evolucionat segons el següent gràfic:
Habitants censats

### Habitatges
El 2007 hi havia 2.057 habitatges, 1.538 eren l'habitatge principal de la família, 341 eren segones residències i 178 estaven desocupats. 1.915 eren cases i 134 eren apartaments. Dels 1.538 habitatges principals, 1.108 estaven ocupats pels seus propietaris, 407 estaven llogats i ocupats pels llogaters i 24 estaven cedits a títol gratuït; 33 tenien una cambra, 86 en tenien dues, 174 en tenien tres, 437 en tenien quatre i 808 en tenien cinc o més. 1.181 habitatges disposaven pel capbaix d'una plaça de pàrquing. A 691 habitatges hi havia un automòbil i a 679 n'hi havia dos o més.

### Piràmide de població
La piràmide de població per edats i sexe el 2009 era:
| Homes | Edats   | Dones |
| ----- | ------- | ----- |
| 0     | 95 o +  | 8     |
| 0     | 90 a 94 | 12    |
| 12    | 85 a 89 | 20    |
| 16    | 80 a 84 | 8     |
| 32    | 75 a 79 | 76    |
| 64    | 70 a 74 | 68    |
| 76    | 65 a 69 | 80    |
| 92    | 60 a 64 | 112   |
| 72    | 55 a 59 | 76    |
| 132   | 50 a 54 | 96    |
| 152   | 45 a 49 | 188   |
| 124   | 40 a 44 | 140   |
| 196   | 35 a 39 | 192   |
| 60    | 30 a 34 | 116   |
| 80    | 25 a 29 | 76    |
| 136   | 20 a 24 | 104   |
| 156   | 15 a 19 | 108   |
| 184   | 10 a 14 | 136   |
| 144   | 5 a 9   | 108   |
| 84    | 0 a 4   | 108   |

## Economia
El 2007 la població en edat de treballar era de 2.665 persones, 1.775 eren actives i 890 eren inactives. De les 1.775 persones actives 1.596 estaven ocupades (824 homes i 772 dones) i 179 estaven aturades (80 homes i 99 dones). De les 890 persones inactives 348 estaven jubilades, 291 estaven estudiant i 251 estaven classificades com a «altres inactius».

### Ingressos
El 2009 a Rang-du-Fliers hi havia 1.633 unitats fiscals que integraven 4.187,5 persones, la mediana anual d'ingressos fiscals per persona era de 17.743 €.

### Activitats econòmiques
Dels 158 establiments que hi havia el 2007, 1 era d'una empresa extractiva, 5 d'empreses alimentàries, 1 d'una empresa de fabricació de material elèctric, 6 d'empreses de fabricació d'altres productes industrials, 11 d'empreses de construcció, 38 d'empreses de comerç i reparació d'automòbils, 5 d'empreses de transport, 21 d'empreses d'hostatgeria i restauració, 1 d'una empresa d'informació i comunicació, 4 d'empreses financeres, 6 d'empreses immobiliàries, 9 d'empreses de serveis, 42 d'entitats de l'administració pública i 8 d'empreses classificades com a «altres activitats de serveis».
Dels 30 establiments de servei als particulars que hi havia el 2009, 1 era una oficina de correu, 2 tallers de reparació d'automòbils i de material agrícola, 2 autoescoles, 3 guixaires pintors, 1 fusteria, 3 lampisteries, 1 empresa de construcció, 5 perruqueries, 7 restaurants, 4 agències immobiliàries i 1 saló de bellesa.
Dels 20 establiments comercials que hi havia el 2009, 2 eren supermercats, 1 un supermercat, 1 una gran superfície de material de bricolatge, 3 fleques, 1 una fleca, 1 una peixateria, 1 una llibreria, 1 una botiga de roba, 2 sabateries, 1 una sabateria, 1 una botiga d'electrodomèstics, 2 botigues de material esportiu i 3 floristeries.
L'any 2000 a Rang-du-Fliers hi havia 12 explotacions agrícoles que ocupaven un total de 427 hectàrees.

## Equipaments sanitaris i escolars
El 2009 hi havia 1 hospital de tractaments de curta durada, 1 hospital de tractaments de mitja durada (seguiment i rehabilitació), 2 psiquiàtrics, 1 centre d'urgències, 1 maternitat i 2 farmàcies.
El 2009 hi havia 1 escola maternal i 2 escoles elementals.

## Poblacions més properes
El següent diagrama mostra les poblacions més properes.